# Нигерия на зимних Олимпийских играх 2022
Нигерия приняла участие на зимних Олимпийских играх 2022 года в Пекине, Китай, с 4 по 20 февраля 2022 года.

## Участники
Ниже приведен список участников, участвующих в Олимпийских Играх
| Спортсмены   | Мужчины | Женщины | Всего |
| ------------ | ------- | ------- | ----- |
| Лыжные гонки | 1       | 0       | 1     |
| Всего        | 1       | 0       | 1     |

## Лыжные гонки
Выполнив базовые квалификационные стандарты, Нигерия квалифицировала одного лыжника-бегуна мужского пола. Это станет спортивным дебютом для страны на зимних Олимпийских играх. Планируется, что страну в этом виде спорта будет представлять Самуэль Икпефан. Икпефан-лыжник французского происхождения, и решил представлять страну, в которой родился его отец, на международных соревнованиях.
| Спортсмен       | Дисциплина      | Квалификация | Квалификация | Четвертьфинал       | Четвертьфинал       | Полуфинал           | Полуфинал           | Финал               | Финал               |
| Спортсмен       | Дисциплина      | Время        | Место        | Время               | Место               | Время               | Место               | Время               | Место               |
| --------------- | --------------- | ------------ | ------------ | ------------------- | ------------------- | ------------------- | ------------------- | ------------------- | ------------------- |
| Самуэль Икпефан | Мужчины, спринт | 3:09.57      | 73           | Не квалифицировался | Не квалифицировался | Не квалифицировался | Не квалифицировался | Не квалифицировался | Не квалифицировался |